# Cataluña Vieja

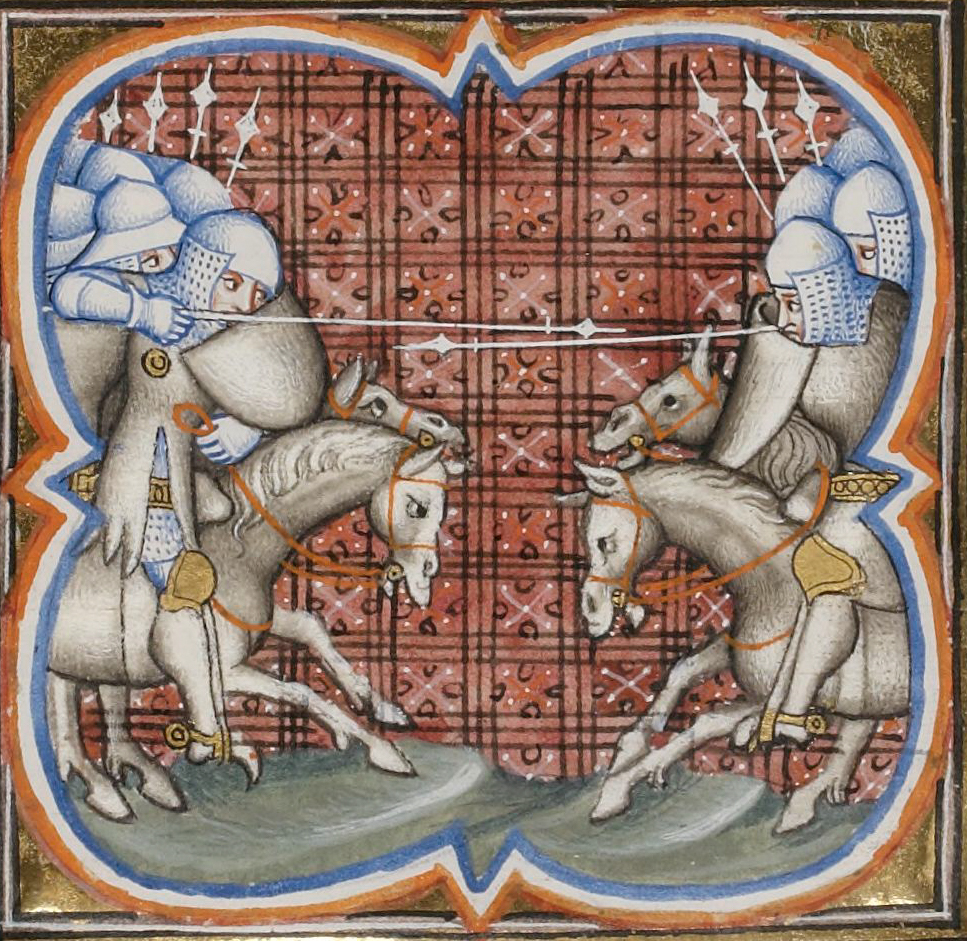
Miniatura que representa la Batalla de Muret.

Cataluña Vieja (en catalán Catalunya Vella) es el nombre que se le asigna a los territorios bajo soberanía de los monarcas del Imperio Carolingio.
Su frontera con la denominada Cataluña Nueva es aproximadamente una línea formada por el río Llobregat y uno de sus afluentes, el Cardener, para seguir por la cuenca superior del Segre hasta las montañas del Montsec. Las tierras al sur de la raya, que permanecerían hasta el siglo XII bajo el poder musulmán, presentan notables diferencias con las de la Cataluña Vieja, sobre todo debido a su distinta organización social, en la cual los derechos de la nobleza sobre el pueblo llano eran bastante menores, fruto de los incentivos ofrecidos por la corona para la repoblación de la tierra, en tanto que en la Cataluña Vieja imperaba el feudalismo.
La creación y consolidación de la Cataluña Vieja fue la labor realizada por el más oriental de los núcleos de resistencia hispano-cristiana al Islam, aunque tal corónimo no aparezca hasta el siglo XII para englobar lo que, hasta entonces, es un conjunto de condados sobre los que el de Barcelona ostenta ya una indiscutible jefatura y en el de Rossellón una gran influencia.

## Origen del término

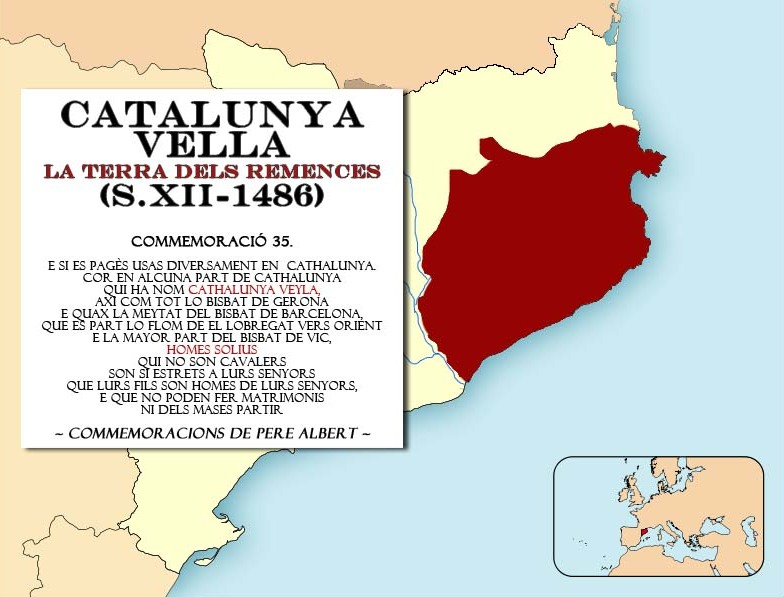
La Cathalunya Veyla descrita por Pere Albert.

A finales del siglo XIII el jurista y canónigo Pere Albert redactó las denominadas Commemoracions de Pere Albert, un tratado sobre derecho consuetudinario que recogió por escrito los usatges (usos y costumbres) vigentes en su época en Cataluña. Para designar los territorios con payeses de remensa usó el término Cathalunya Veyla, enumerando sus partes componentes: el obispado de Gerona, la mitad del obispado de Barcelona (marcando la división en el río Llobregat) y la mayor parte del obispado de Vich. Los campesinos de estos territorios, que en los periodos iniciales de la Reconquista (siglos IX y X) estaban beneficiados por la forma de ocupación del territorio denominada aprisio, a partir del siglo XI sufrieron la imposición de los llamados malos usos de los señores feudales, en un proceso de feudalización que, en palabras de Pere Albert, les convertía en hombres "que no son caballeros", que tanto ellos como sus hijos están sometidos a sus señores, y que no pueden sin su permiso ni contraer matrimonio ni abandonar sus tierras. Esa situación se mantuvo hasta la sentencia arbitral de Guadalupe de 1486.

Commemoració 35. E si es pagès usas diversament en Cathalunya. Cor en alcuna part de Cathalunya qui ha nom Cathalunya veyla, axí com tot lo bisbat de Gerona e quax la meytat del bisbat de Barcelona, que és part lo flom de el Lobregat vers orient e la mayor part del bisbat de Vic, homes solius qui no són cavalers són si estrets a lurs senyors que lurs fils són homes de lurs senyors, e que no poden fer matrimonis ni dels mases partir. [..] En altra part de Cathalunya que és per tot lo dit flom de Lobregat ves ponent que tots temps sol ésser apelada dels temps de senyor Ramon Berenguer comte de Barcelona ençà nova Cathalunya.
Commemoracions de Pere Albert

Los territorios meridionales de Cataluña, la Cathalunya Nova, según Albert ya recibía esa denominación desde los tiempos de Ramón Berenguer IV (siglo XII), y sus campesinos se vieron beneficiados por la necesidad de atraer población a esas tierras recién reconquistadas, con lo que su situación personal era de mayor libertad.
Los territorios pirenaicos no aparecen listados en la Cathalunya Veyla ni pueden equipararse a la Cathalunya Nova, pero el uso historiográfico los suele equiparar a la Cataluña Vieja, por razones históricas e incluso lingüísticas y climatológicas. Diversos autores, desde la Edad Media, han realizado distintas divisiones territoriales con el fin de que todo el territorio catalán se viera englobado en una de los dos términos: Pere Tomic y Gabriel Turell, autores medievales, optaron por incluir los condados septentrionales en la Cataluña Vieja; Francesc Carreras y Emilio Morera, historiadores modernos, optaron por delimitar las zonas en el río Gayá, dejando en la Catalunya Nova únicamente el campo de Tarragona y los antiguos reinos de taifas de taifa de Tortosa y taifa de Lérida, reconquistados por Ramón Berenguer IV. Se dio incluso el intento de definir un tercer término, Catalunya Novissima, para referirse a los condados septentrionales de Rossellón, Cerdaña, Urgel, Pallars y Ribagorza, propuesto por Pere Gil (Llibre primer de la història catalana en lo qual se tracta d'història o descripció natural, ço és, de coses naturals de Catalunya, 1600, inédita hasta 1949).